# Aloe candelabrum x excelsa
Aloe candelabrum x excelsa é uma espécie de liliopsida do gênero Aloe, pertencente à família Asphodelaceae.